# Hōkō-ji (Shizuoka)
Pour les articles homonymes, voir Hōkō-ji.
Le Hōkō-ji (方広寺) est un temple bouddhiste situé près de Hamamatsu, préfecture de Shizuoka au Japon. Mumon Gensen (fils de l'empereur Go-Daigo) le fonde en 1371
Depuis 1903, Hōkō-ji est le temple principal de la secte bouddhiste Rinzai.